# Personnage joueur
Pour les articles homonymes, voir Personnage, Joueur et PJ.
 (octobre 2017).
Si vous disposez d'ouvrages ou d'articles de référence ou si vous connaissez des sites web de qualité traitant du thème abordé ici, merci de compléter l'article en donnant les références utiles à sa vérifiabilité et en les liant à la section « Notes et références ».

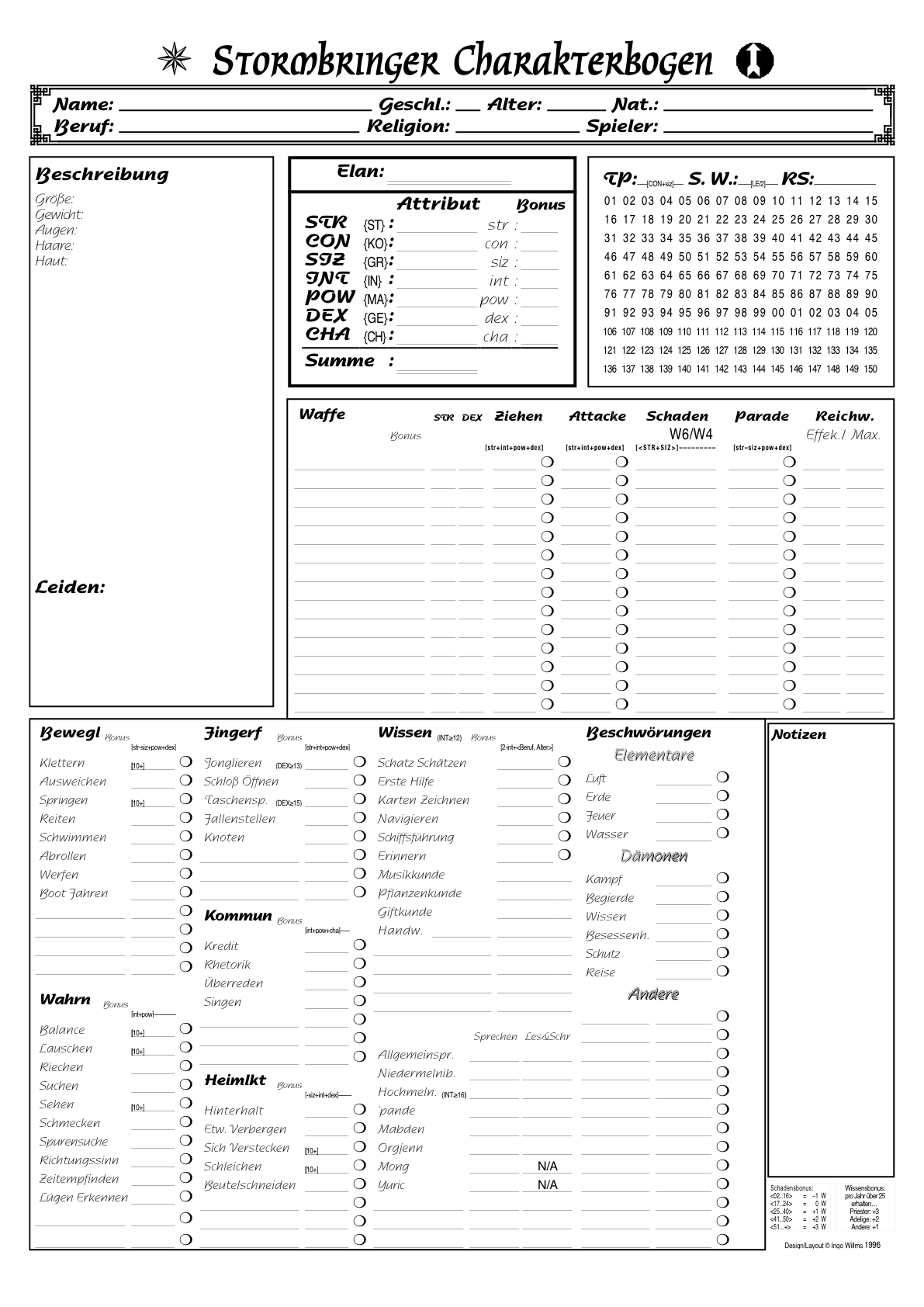
Feuille de personnage, en allemand, décrivant les caractéristiques d'un personnage joueur évoluant par le jeu de rôle Stormbringer dans l'univers d'Elric le nécromancien.

Un personnage joueur ou PJ (traduction littérale du terme anglais player character (PC)) est un personnage de jeux de rôle ou  de jeu vidéo qui est contrôlé ou joué par un joueur. Il s'oppose donc au « personnage non-joueur » (PNJ).
Dans le cas d'un jeu de rôle, le PJ est un personnage autre que le meneur de jeu. Dans les jeux vidéo, il s'agit d'un personnage qui n'est pas contrôlé par l'ordinateur ; on parle donc aussi de personnage jouable.
Le personnage joueur est par ailleurs un personnage fictif qui joue un rôle dans la fiction en cours d'élaboration qui est au cœur d'une partie de jeu de rôle sur table.
Le terme « personnage joueur » pourrait laisser penser que c'est le personnage qui joue. Un terme plus adapté pourrait être « personnage d'un joueur » ; de même, les personnages dits « non-joueurs » sont aussi les personnages d'un joueur (le meneur de jeu). Cependant, ce terme s'est largement imposé dès le début du jeu de rôle (milieu des années 1970).
Dans la plupart des jeux, chaque joueur — autre que le meneur de jeu — ne dirige qu'un PJ. Dans certains jeux, le joueur peut diriger une équipe, par exemple dans Technoguerriers, ou bien dans Ars Magica : un joueur dirige généralement un mage, un guerrier et un artisan. Dans Bloodlust, un joueur joue un binôme arme-dieu et humain-porteur, et dans Dieux ennemis, un joueur joue un héros mais a aussi la responsabilité d'un dieu tutélaire du héros d'un autre joueur.
Le personnage joueur est en général matérialisé par une feuille de papier appelée « feuille de personnage », et qui contient sa description. Il est également parfois matérialisé par une figurine.

## Fonctions dans le jeu
Le personnage joueur est parfois décrit comme un alter ego du joueur ; par analogie avec les acteurs de théâtre, on dit également que le joueur « incarne » un personnage. Le personnage joueur peut être vu comme l'interface entre le joueur et le monde fictionnel : c'est un outil par lequel le joueur perçoit le monde fictionnel — via les descriptions faites par le meneur de jeu — et avec lequel le joueur agit sur le monde fictionnel — en déclarant les actions que tente le PJ.

« Je considère les personnages comme des vecteurs d'action et d'émotion. »

— Johan Scipion, Sombre 4, p. 20

## La dualité personnage/joueur
Pour Laurent Di Filippo, le terme « personnage joueur » désigne une « entité duale formée du joueur et de son personnage ». Le joueur parle souvent de son personnage à la première, il désigne les personnages des autres joueurs à la seconde personne. Lorsqu'un joueur dit « je » ou « tu », le contexte permet aux autres joueurs de savoir s'il s'exprime en tant qu'acteur de son personnage — discours intradiégétique — ou s'il parle en tant qu'individu réel — discours extradiégétique — grâce à des « indices de fictionnalité », voir l'article Interprétation du rôle.
Dans le cas des jeux en ligne, les joueurs ne se connaissent souvent que par les noms des personnages joueurs. Il n'est pas rare de voir un joueur s'adresser à un autre joueur (dialogue extradiégétique) en utilisant le nom fictionnel de son personnage joueur principal, même lorsqu'il utilise un autre personnage joueur ou qu'ils se rencontrent dans le monde réel. Par rapport aux jeux sur table, les jeux en ligne introduisent un écran supplémentaire entre le joueur et son personnage ; le joueur peut ainsi façonner une identité très différente de lui-même à son personnage sans que son identité réelle — son apparence, son genre, sa voix — interfère. Il peut ainsi y avoir une « stratégie identitaire », une présentation de soi visant à influencer le regard de l’autre.
La perméabilité entre les joueurs et leurs personnages, et en particulier la perméabilité des émotions que l'on désigne sous le terme de « transfusion » (anglais : bleed), fait l'objet d'une attention particulière dans le cas des jeux de rôle grandeur nature. Selon Huizinga et Caillois, la notion de jeu implique d'avoir une durée déterminée et un espace délimité. Certains utilisent l'expression de « cercle magique » (anglais : magical circle), c'est-à-dire qu'il y a un contrat définissant :
- un cercle physique : le lieu ;
- un cercle temporel : la durée de la partie ;
- un cercle social : qui est joueur, qui ne l'est pas.

L'entité duale personnage joueur s'inscrit donc dans ce cercle. Et selon Gilles Brougèrela notion de jeu implique aussi que l'activité n'a pas de conséquence directe dans la vie « réelle », matérielle et sociale. Cependant, selon Nick Yee et coll., la personnalité du joueur influe sur la manière dont il crée son personnage. Bien que le joueur ait une liberté totale, la « vraie vie » joue un rôle important dans la vie fictionnelle. Et lorsqu'il arrive en jeu, le joueur amène avec lui son caractère, son humeur, et cela peut se retrouver dans sa manière d'interpréter le personnage ; on parle « d'infusion » (anglais : bleed in). À l'inverse, l'activité ludique peut « déteindre » sur le joueur, les émotions ressenties par le personnage peuvent investir le joueur, on parle alors « d'effusion » (anglais : bleed out).

« […] il est plus facile de s'attacher à un PJ attachant, c'est-à-dire dans l'élaboration duquel on s'est investi. La création est impliquante, ou devrait l'être. […] Tout PJ créé par un joueur (par opposition à un prétiré) exprime quelque chose de lui. Au minimum, il renseigne sur ses goûts […]. »

— Johan Scipion, Sombre 4, p. 27

## Constitution du personnage joueur
Isabelle Périer souligne que le personnage de jeu de rôle a deux dimensions principales :
- une dimension fonctionnelle : ce que sait faire le PJ, de quelle manière il peut interagir avec l'univers fictionnel ;
- une dimension mimétique : un nom, une apparence, un métier, une histoire passée (souvent appelée background).

La partie fonctionnelle est souvent constituée d'une liste de noms de capacités associés à des valeurs ; selon le jeu, on parle de caractéristique, attribut, compétence, statistique…
Ron Edwards distingue quant à lui trois types d'éléments constitutifs du personnage joueur :
- des actionneurs (anglais : effectiveness), c'est-à-dire des éléments décrivant la manière dont le personnage peut agir sur le monde fictionnel : typiquement des caractéristiques, des compétences, le matériel qu'il possède ;
- des jauges, des ressources (anglais : resources), c'est-à-dire ce qu'il peut « dépenser » pour provoquer des effets, ce qu'il peut gagner ou perdre : typiquement des points de vie ou d'endurance, points de destin…
- des éléments diégétiques, des « postures » (anglais : positionning) : métier, caractère…

Les actionneurs et les ressources sont donc des éléments fonctionnels, le spostures des éléments mimétiques.
Dans le cas d'un jeu de rôle en ligne massivement multijoueur, l'identité du personnage joueur comporte plusieurs composantes qui peuvent se classer en quatre catégories :
1. Les composantes liées au joueur : nom, âge, sexe, catégorie socio-professionnelle, réseaux sociaux et jeux pratiqués…
2. Les méta-composantes choisies avant l’entrée en jeu : le jeu, la langue, le serveur.
3. Celles de création de personnage : le royaume ou la faction, le peuple d’appartenance, la classe, le nom du personnage, son sexe et son apparence physique.
4. Celles du vécu du personnage-joueur : l’expérience et le niveau, l’équipement, la région où il se trouve, les quêtes en cours, la guilde d’appartenance, le groupe avec lequel il joue, ses heures de connexion.

Coralie David note qu'en général, les personnages sont définis par des « briques », typiquement l'assemblage d'une brique « peuple » (culture, éventuellement espèce pour les univers de science-fiction ou de fantastique) et d'une brique « profession » (classe de personnage). Pour définir son personnage joueur, le joueur assemble donc des briques permettant de générer des archétypes personnalisables.
La définition d'un personnage joueur est un processus qui varie beaucoup selon les jeux et la manière de jouer. Dans le cas le plus simple, le joueur se contente de choisir un personnage tout fait, dit « personnage pré-tiré » ; cette manière de faire permet de commencer à jouer rapidement, mais ne permet pas de personnaliser le personnage selon les goût du joueur et peut donc réduire son implication dans l'histoire. Cette solution est bien adaptée pour les « formats courts » : parties d'initiation, parties rapides, parties sans suite (donc sans notion de campagne).
Dans le cas le plus complexe, un personnage est défini par de nombreux paramètres, par exemple une longue liste de compétence et de pouvoirs, qu'il faut choisir et paramétrer ; typiquement, le joueur dispose d'une réserve de « points de création » et les investit pour « acheter » des compétences ou pouvoirs. La plupart des jeux invitent à partir d'un concept de personnage, ce qui aide le joueur dans ses choix.
De nombreux jeux permettent également de choisir un archétype puis de le typer par un certain nombre de choix. La création peut également faire intervenir des tirages aléatoires, typiquement, on jette les dés pour connaître la valeur des caractéristiques.

## Création d'un personnage, ou bien création d'un groupe?
Si l'on peut jouer aux jeux de rôle avec un seul personnage joueur (donc un meneur de jeu et un joueur), la plupart des parties sont des aventures de groupe, a fortiori en campagne. Se pose alors le problème de la rencontre des personnages, des raisons qui font qu'ils se retrouvent ensemble. Les meneurs de jeu ont parfois recours à des accroches « bateau » : les personnages sont recrutés dans une auberge, ils partagent un moyen de transport, ils sont au même endroit par hasard et subissent un événement…
Certains jeux prévoient déjà la constitution du groupe. Il peut s'agir de jeux «  à mission » : les personnages joueurs font partie d'une organisation (typiquement un service secret, une confrérie ou une secte), ce qui les lie d'office. Dans certains cas, les personnages ont une particularité qui les pousse à s'allier : par exemple ce sont des êtres surnaturels pourchassés (la caravane de Hurlements, les vampires de Vampire : la mascarade…).
Mais certains jeux prévoient de commencer par créer un concept de groupe. C'est le cas par exemple de Tenga où les joueurs commencent par définir le concept du groupe (ce qui réunit les personnages), son ambition (l'objectif que s'est fixé le groupe), son talent (une compétence dans laquelle les membres du groupe sont efficaces lorsqu'ils agissent ensemble), ses ressources, ses limites et faiblesses, ses rivaux… La création du groupe donne en fait l'orientation de la campagne. Dans Sombre, la création des personnages est une création collective, utilisant un brainstorming dirigé par le meneur de jeu ; « Magie du brainstorming en commun, les PJ existent dans l'esprit des joueurs avant que la partie ne commence […]. »

« Pour moi, la création collective est déjà du jeu. […]
[La] diversité est plus que plaisante, utile. Elle accroît la jouabilité et facilite l'interprétation. […] »

— Johan Scipion, Sombre 4, p. 21, 35
Il est également possible de définir des liens entre personnages dès le départ (voir ci-après la section Mimesis du personnage) : allégeances, amitiés, liens familiaux, but commun, ennemi commun, ressource partagée ou convoitée…

## Mimesis du personnage
L'historique du personnage, parfois appelé background (ou BG, littéralement « toile de fond ») désigne ce qu'a vécu le personnage avant l'histoire narrée au cours de la partie. Cela fait donc partie de la mimesis du personnage.
Initialement, dans la version « originale » de Donjons et Dragons (1974), les personnages joueurs sont les protagonistes du jeu de guerre Chainmail, et les joueurs jouent les aventures de ces combattants entre deux batailles. Les personnages sont des stéréotypes, peu personnalisés — en tous cas rien dans les règles n'invitent à personnaliser les personnages —, et en quelque sorte, ce sont les aventures vécues en jeu de rôle qui constituent le background de la figurine de jeu de guerre. D'un point de vue mimétique, le jeu exige juste du personnage d'avoir un nom, un peuple (appelé improprement « race »), une profession (sa classe de personnage) et une moralité (alignement, selon que le personnage est altruiste ou égoïste, respectueux des règles communes ou attaché à sa liberté d'agir).
Mais dès 1978, le jeu RuneQuest introduit la notion d'historique : d'une part le jeu s'accompagne d'un monde fictionnel développé, Glorantha, ce qui invite donc le joueur à y intégrer son personnage, et d'autre part il introduit une notion d'expérience préalable. En particulier, dans la version 3 du jeu (1984), un personnage possède une culture, une profession et un âge qui déterminent un certain nombre de ses capacités (quelle magie lui est accessible, quelles sont ses scores en compétences).
Le jeu narratif Fiasco (2009), quant à lui, met surtout l'accent sur les relations entre les personnages : ce sont ces relations qui vont mener toute la partie, puisqu'il n'y a pas d'histoire pré-écrite (scénario). Les relations sont organisées selon la disposition des joueurs autour de la table : chaque personnage joueur a un lien avec le personnage du joueur à sa gauche et le personnage du joueur à sa droite, les liens étant inscrit sur des papiers placés entre les joueurs.

« Trop de BG tue le BG
[…] Je considère les historiques comme des boîtes à outil narratives. […] je préfère quelques éléments simples et pertinents à une énorme biographie dans laquelle je vais devoir faire le tri en cours de partie. […] C'est en jouant que chacun s'approprie et enrichit son personnage. Produit de la narration collective, le vécu de jeu, partagé par toute la table, est bien plus fort que n'importe quel background.
L'objectif est de renforcer la cohérence interne du personnage pour favoriser l'immersion du joueur et créer des accroches narratives exploitables en jeu. […] 
Même quand son effet direct sur le jeu est minime, un background cohérent favorise l'immersion et facilite l'interprétation. Ce n'est pas qu'un outil à disposition du meneur, il sert d'abord au joueur. Rien de tel pour meubler un aparté avec un autre PJ pendant que je m'occupe du reste de la table. Ou pour entamer une discussion avec un PNJ […]. »

— Johan Scipion, Sombre 4, p. 28-30

## Évolution du personnage
Lorsque le personnage joueur est utilisé pour plusieurs parties, et a fortiori dans le cadre d'une campagne, il évolue. Cette évolution est de deux ordres. D'une part, le personnage a vécu des histoires, le joueur lui a donné une personnalité, l'a affinée, il a mémorisé des informations sur le monde fictionnel et sur les mécanismes de jeu qui lui permettent de prendre de meilleurs décisions. D'autre part, les capacités du personnage joueur joueur, ses fonctionnalités, évoluent également, selon un mécanisme appelé en général « expérience » : typiquement, les valeurs chiffrées augmentent, le personnage devient « plus puissant ».
Le cas échéant, le personnage peut aussi décliner, en raison de blessures reçues, d'une perte d'un statut social, ou bien en raison du vieillissement. Certaines tables (groupes de joueurs) jouent également ce qui se passe entre les grands épisodes d'une campagne : lorsque les personnages joueurs restent plusieurs semaines ou mois sans partir à l'aventure, ils gèrent des domaines par exemple.
Bien qu'il change, le personne garde une continuité et une cohérence dans son histoire personnelle. Il a donc ce que Paul Ricœur nomme une « identité narrative ».

## Fin de jeu d'un personnage joueur
Un joueur s'intègre dans une table de jeu ; lorsque la table est stable (les joueurs jouent ensemble régulièrement), le personnage joueur fait équipe avec les mêmes personnages joueurs, souvent dans le cadre d'une campagne.
Parfois, un joueur arrête simplement de jouer à la table : il déménage, des obligations l'empêchent de continuer à s'investir, ou bien encore la table se « délite » par lassitude. Dans ce cas-là, le meneur de jeu trouve en général une explication à l'absence définitive du personnage, un impossibilité quelconque de poursuivre l'aventure ou bien un changement de priorités (il fonde une famille, doit satisfaire à une obligation dans un lieu lointain…) ; éventuellement, le personnage devient un personnage non-joueur.
Mais la fin de jeu d'un personnage joueur a parfois une intensité narrative, dramatique.
Les jeux de rôle mettant en scène en général des histoires d'aventure ou d'horreur, les personnages joueurs sont confrontés à des activités dangereuses, typiquement des combats, et peuvent donc mourir. C'est un épisode auquel les meneurs de jeu essaient de donner une dimension dramatique : la mort d'un personnage provoque en général une frustration de la part du joueur, d'une part car cela l'exclut momentanément du jeu (le temps qu'il recrée un personnage), et d'autre part car il peut s'être attaché à son personnage, de même que l'on peut s'attacher à un personnage de roman ou de film. On essaie d'éviter les morts « bêtes » ; certains jeux (Les Secrets de la septième mer ou 13e Âge) ont même une règle disant qu'un personnage joueur ne peut pas être tué par un monstre « anonyme ».
Dans certains cas, le personnage joueur devient fou, ou bien est possédé de manière irréversible par une entité. Dans ce cas-là, le personnage devient non-joueur et est géré par le meneur de jeu.
Le groupe de joueurs peut aussi estimer avoir atteint un but ludique commun, en général la fin d'une longue campagne. Les personnages prennent alors leur « retraite », sur un coup d'éclat ou bien sur un échec cuisant face à l'adversité. En cas de réussite, les personnages joueurs sont en général devenus puissants, grâce à l'expérience accumulée, et deviennent parfois des personnages non-joueurs importants du monde fictionnel (roi, général, dirigeant d'entreprise, expert). Ils peuvent alors servir de donneur d'ordre, d'alliés ou d'ennemis pour une nouvelle équipe de personnages joueurs.